# Wedel-Schulauer Tageblatt
Das Wedel-Schulauer Tageblatt ist eine 1957 gegründete regionale Tageszeitung für den Raum Wedel. Sie erscheint im A. Beig Druckerei und Verlag. Die verkaufte Auflage beträgt 1482 Exemplare, ein Minus von 61,5 Prozent seit 1998.

## Gliederung
Die Tageszeitung gliedert sich in zwei Bücher: Lokales (Berichterstattung aus den Kommunen im Kreis Pinneberg sowie Ellerau (Bad Segeberg)) und Regionales (Kreis Pinneberg, Schleswig-Holstein, Hamburg) sowie Überregionales (Deutschland und die Welt) und Vermischtes.
Seit 1999 besteht die Homepage. Seit Dezember 2009 gibt es die Tageszeitung als ePaper. Seit Dezember 2012 ist die Tageszeitung als App für iOS erhältlich.

## Redaktion
Chefredakteure sind Gerrit Bastian Mathiesen und Jan Frederik Schönstedt. Sie verantworten alle Produkte des Medienhauses, d. h. auch das Pinneberger Tageblatt, Quickborner Tageblatt, Schenefelder Tageblatt, Barmstedter Zeitung, Elmshorner Nachrichten, Uetersener Nachrichten sowie die digitalen Medien.
Herausgeber sind Werner F. Ebke und der Verleger Jan Dirk Elstermann.

## Auflage
Das Wedel-Schulauer Tageblatt hat in den vergangenen Jahren erheblich an Auflage eingebüßt. Die verkaufte Auflage ist in den vergangenen 10 Jahren um durchschnittlich 6,4 % pro Jahr gesunken. Im vergangenen Jahr hat sie um 10,5 % abgenommen. Sie beträgt gegenwärtig 1482 Exemplare. Der Anteil der Abonnements an der verkauften Auflage liegt bei 86,3 Prozent.
| 1998 | 1999 | 2000 | 2001 | 2002 | 2003 | 2004 | 2005 | 2006 | 2007 | 2008 | 2009 | 2010 | 2011 | 2012 | 2013 | 2014 | 2015 | 2016 | 2017 | 2018 | 2019 | 2020 | 2021 | 2022 | 2023 | 2024 |
| ---- | ---- | ---- | ---- | ---- | ---- | ---- | ---- | ---- | ---- | ---- | ---- | ---- | ---- | ---- | ---- | ---- | ---- | ---- | ---- | ---- | ---- | ---- | ---- | ---- | ---- | ---- |
| 3847 | 3982 | 4216 | 3958 | 3967 | 3744 | 3760 | 3776 | 3893 | 3769 | 3708 | 3512 | 3453 | 3367 | 3341 | 3125 | 2923 | 2753 | 2659 | 2531 | 2389 | 2249 | 2108 | 2014 | 1855 | 1690 | 1513 |